# Nierówność trójkąta

Wizualizacja „działania” nierówności trójkąta

Trójkąt zdegenerowany

Nierówność trójkąta – twierdzenie matematyczne mówiące, że dla dowolnego trójkąta miara każdego boku musi być mniejsza lub równa sumie miar dwóch pozostałych. Równość zachodzi dla trójkątów zdegenerowanych, czyli mających postać odcinka: jeden kąt ma wówczas 180°, dwa pozostałe 0°.
Nierówność trójkąta nie ogranicza się do płaszczyzny, lecz obowiązuje dla przestrzeni liczb rzeczywistych, euklidesowych, przestrzeni Lp {\displaystyle (p\geqslant 1)} i unitarnych. Występuje ona także jako aksjomat w definicjach struktur analizy matematycznej i funkcjonalnej takich jak przestrzeń unormowana, czy przestrzeń metryczna.

## Przestrzeń unormowana
W przestrzeni unormowanej {\displaystyle V} nierówność trójkąta zdefiniowana jest wzorem
{\displaystyle \|x+y\|\leqslant \|x\|+\|y\|\quad \forall \;x,y\in V,}
czyli norma sumy dwóch wektorów jest równa co najwyżej sumie norm dwóch wektorów. Własność ta nazywana jest też podaddytywnością.
Dla liczb rzeczywistych, które są przestrzenią unormowaną za pomocą wartości bezwzględnej nierówność trójkąta ma następującą postać, prawdziwą dla dowolnych liczb rzeczywistych {\displaystyle x} oraz {\displaystyle y{:}}
{\displaystyle |x+y|\leqslant |x|+|y|,}
Z powyżej nierówności korzysta się, aby uzyskać jak najlepsze oszacowanie sumy dwóch liczb za pomocą ich wielkości. Istnieje również oszacowanie dolne, które wyznaczane jest za pomocą odwrotnej nierówności trójkąta mówiącej, że dla dowolnych liczb rzeczywistych {\displaystyle x} oraz {\displaystyle y}
{\displaystyle {\bigg |}|x|-|y|{\bigg |}\leqslant |x-y|.}
W przestrzeniach unitarnych, w których norma indukowana jest przez iloczyn skalarny (jak ma to miejsce w przestrzeniach euklidesowych), nierówność trójkąta wynika z nierówności Cauchy’ego-Schwarza. Dla danych wektorów {\displaystyle x,y{:}}
| {\displaystyle \\|x+y\\|^{2}} | {\displaystyle =\langle x+y,x+y\rangle }                                                           |
|                               | {\displaystyle =\\|x\\|^{2}+\langle x,y\rangle +\langle y,x\rangle +\\|y\\|^{2}}                   |
|                               | {\displaystyle =\\|x\\|^{2}+2\operatorname {Re} \langle x,y\rangle +\\|y\\|^{2}}                   |
|                               | {\displaystyle \leqslant \\|x\\|^{2}+2\|\langle x,y\rangle \|+\\|y\\|^{2}}                         |
|                               | {\displaystyle \leqslant \\|x\\|^{2}+2\\|x\\|\\|y\\|+\\|y\\|^{2}} (nierówność Cauchy’ego-Schwarza) |
|                               | {\displaystyle =\left(\\|x\\|+\\|y\\|\right)^{2}}                                                  |
Obustronne wyciągnięcie pierwiastka daje nierówność trójkąta.

## Przestrzeń metryczna
W przestrzeni metrycznej {\displaystyle (X,d)} nierówność trójkąta wyrażona jest za pomocą metryki:
{\displaystyle d(x,z)\leqslant d(x,y)+d(y,z)\quad \forall \;x,y,z\in X,}
tj. odległość między {\displaystyle x} a {\displaystyle z} jest nie większa niż suma odległości {\displaystyle x} od {\displaystyle y} oraz {\displaystyle y} do {\displaystyle z.}

## Wnioski
W przeciwieństwie do nierówności trójkąta następujące wnioski dają ograniczenia dolne zamiast górnych.
{\displaystyle {\bigg |}\|x\|-\|y\|{\bigg |}\leqslant \|x-y\|;}
{\displaystyle {\bigg |}\|x\|-\|y\|{\bigg |}\leqslant \|x+y\|.}
W terminach metryki: {\displaystyle |d(x,y)-d(x,z)|\leqslant d(y,z).} Powyższe nierówności oznaczają, że norma {\displaystyle \|\cdot \|} oraz metryka {\displaystyle d(x,\cdot )} są lipschitzowskie, a zatem ciągłe.

## Przestrzeń Minkowskiego

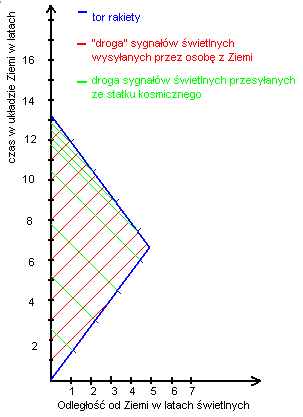

W standardowej czasoprzestrzeni Minkowskiego i w czasoprzestrzeni Minkowskiego rozszerzonej o dowolną liczbę wymiarów przestrzennych, założywszy uprzednio, iż wektory zerowe i czasopodobne mają ten sam kierunek, nierówność trójkąta ulega odwróceniu:
{\displaystyle \|x+y\|\geqslant \|x\|+\|y\|} dla dowolnych {\displaystyle x,y\in V} takich, że {\displaystyle \|x\|,\|y\|\geqslant 0} i {\displaystyle t_{x}t_{y}\geqslant 0.}
Przykładem konsekwencji tej nierówności jest paradoks bliźniąt w szczególnej teorii względności: {\displaystyle \|x+y\|} reprezentuje wiek brata pozostającego na Ziemi, podczas gdy wiek brata-kosmonauty, który zmienia swój układ odniesienia jest opisywany przez {\displaystyle \|x\|+\|y\|.}